# 24 Horas de Le Mans de 2022
A 90ª edição das 24 Horas de Le Mans (em francês:  90e 24 Heures du Mans) foi uma prova de resistência automobilística que aconteceu nos dias 11 e 12 de junho de 2022 no Circuito de la Sarthe, em Le Mans, na França. Foi a 90ª edição das 24 Horas organizada pelo Automobile Club de l'Ouest.
A equipe Toyota Gazoo Racing obteve sua 5º vitória geral consecutiva, com os pilotos Brendon Hartley, Sebastien Buemi e Ryo Hirakawa.

## Alterações de regulamento
Após a edição de 2021, em que o bandeira Patrick Morrisseau quase foi atropelado por um carro LMP2 que se aproximava no final da corrida, o ACO permitiu a bandeirada a partir de uma plataforma na linha de chegada por motivos de segurança.
Pela primeira vez na história do evento, foi utilizado combustível totalmente renovável compatível com os padrões da Fédération Internationale de l'Automobile, fornecido pela TotalEnergies, produzido a partir de resíduos de vinho, para reduzir as emissões de dióxido de carbono.

## Participantes
As inscrições para o evento estiveram abertas de 6 de dezembro de 2021 a 28 de fevereiro de 2022 em resposta à suspensão do programa de corridas da equipe russa G-Drive Racing e às medidas impostas aos pilotos russos e às inscrições de órgãos esportivos internacionais após a invasão da Ucrânia pela Rússia.
O comitê de seleção do ACO convidou novos candidatos a se inscreverem na corrida de 7 a 9 de março de 2022. A ACO concedeu 62 convites e as inscrições foram divididas entre as classes Le Mans Hypercar (LMH), Le Mans Prototype 2 (LMP2), Le Mans Grand Touring Endurance Professional (LMGTE Pro) e Le Mans Grand Touring Endurance Amateur (LMGTE Am). Essa edição da prova marcou a última participação de carros LMGTE Pro, sendo a edição de 2023 programada para ser o último evento com carros LMGTE Am para iniciar a transição na edição de 2024 para modelos de especificação GT3.

## Corrida

### Classificação final

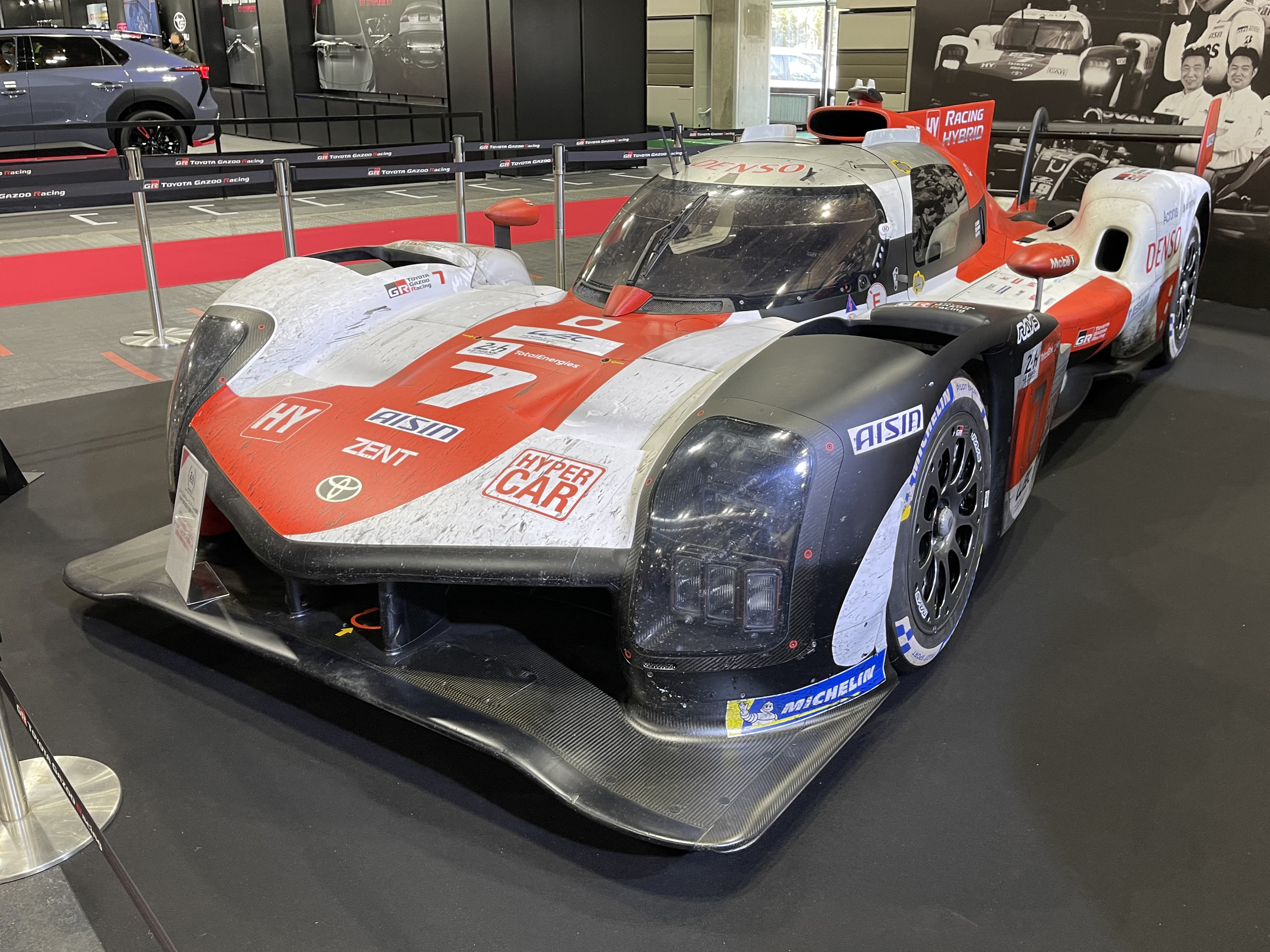
Toyota GR010 Hybrid

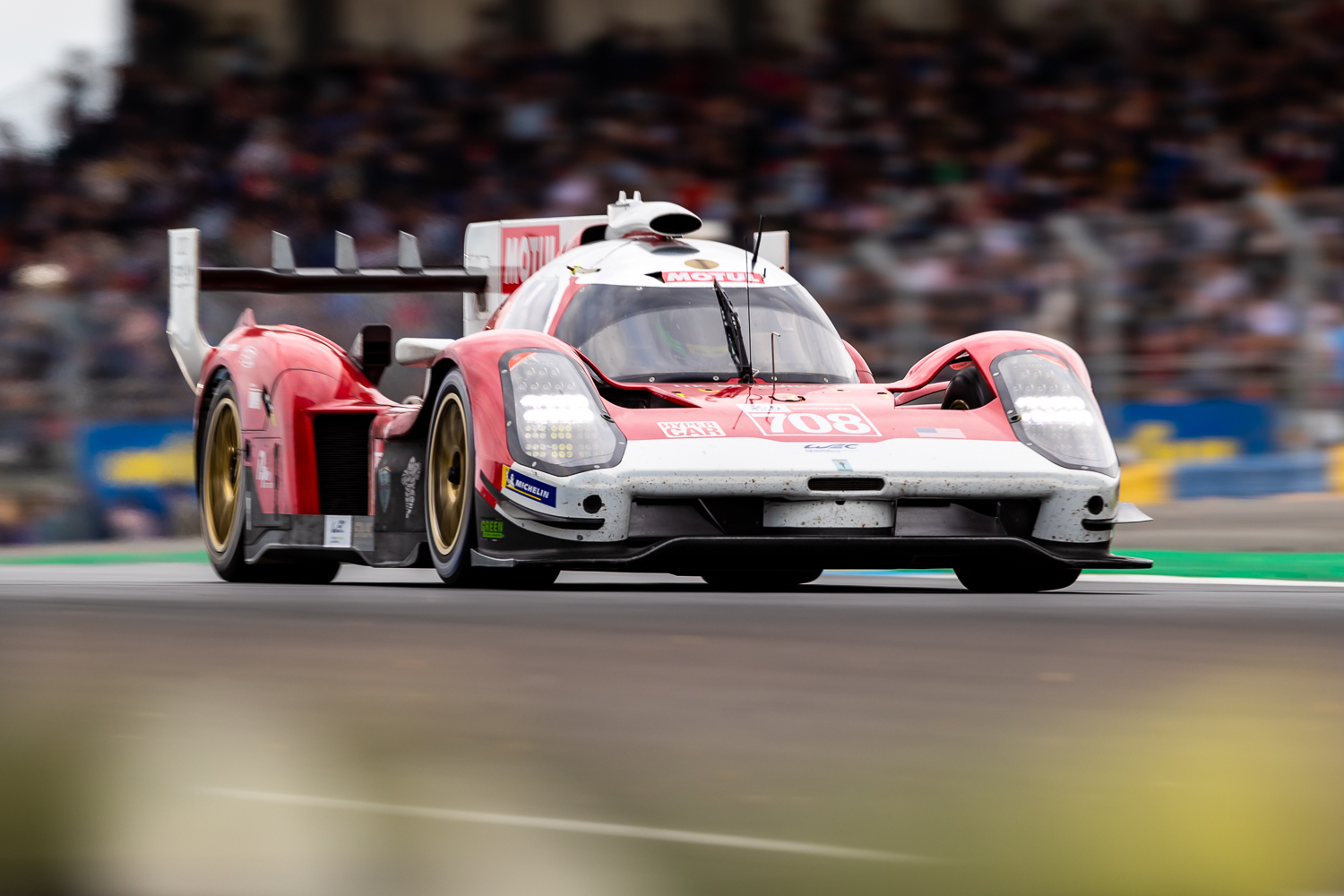
Glickenhaus SCG 007 LMH

O número mínimo de voltas para classificação no final (70 por cento da distância geral do vencedor da corrida) foi de 266 voltas. Os vencedores da classe são indicados em negrito e com ‡ .
| Posição             | Classe        | N°  | Equipe                    | Pilotos                                                  | Chassis                       | Pneus | Voltas | Tempo           |
| Posição             | Classe        | N°  | Equipe                    | Pilotos                                                  | Motor                         | Pneus | Voltas | Tempo           |
| ------------------- | ------------- | --- | ------------------------- | -------------------------------------------------------- | ----------------------------- | ----- | ------ | --------------- |
| 1                   | Hypercar      | 8   | Toyota Gazoo Racing       | Sébastien Buemi Brendon Hartley Ryō Hirakawa             | Toyota GR010 Hybrid           | M     | 380    | 24:02:07.996‡   |
| 1                   | Hypercar      | 8   | Toyota Gazoo Racing       | Sébastien Buemi Brendon Hartley Ryō Hirakawa             | Toyota 3.5 L Turbo Hybrid V6  | M     | 380    | 24:02:07.996‡   |
| 2                   | Hypercar      | 7   | Toyota Gazoo Racing       | Mike Conway Kamui Kobayashi José María López             | Toyota GR010 Hybrid           | M     | 380    | +2:01.222       |
| 2                   | Hypercar      | 7   | Toyota Gazoo Racing       | Mike Conway Kamui Kobayashi José María López             | Toyota 3.5 L Turbo Hybrid V6  | M     | 380    | +2:01.222       |
| 3                   | Hypercar      | 709 | Glickenhaus Racing        | Ryan Briscoe Richard Westbrook Franck Mailleux           | Glickenhaus SCG 007 LMH       | M     | 375    | +5 Voltas       |
| 3                   | Hypercar      | 709 | Glickenhaus Racing        | Ryan Briscoe Richard Westbrook Franck Mailleux           | Glickenhaus 3.5 L Turbo V8    | M     | 375    | +5 Voltas       |
| 4                   | Hypercar      | 708 | Glickenhaus Racing        | Olivier Pla Romain Dumas Pipo Derani                     | Glickenhaus SCG 007 LMH       | M     | 370    | +10 Voltas      |
| 4                   | Hypercar      | 708 | Glickenhaus Racing        | Olivier Pla Romain Dumas Pipo Derani                     | Glickenhaus 3.5 L Turbo V8    | M     | 370    | +10 Voltas      |
| 5                   | LMP2          | 38  | Jota                      | Roberto González António Félix da Costa Will Stevens     | Oreca 07                      | G     | 369    | +11 Voltas‡     |
| 5                   | LMP2          | 38  | Jota                      | Roberto González António Félix da Costa Will Stevens     | Gibson GK428 4.2 L V8         | G     | 369    | +11 Voltas‡     |
| 6                   | LMP2          | 9   | Prema Orlen Team          | Robert Kubica Louis Delétraz Lorenzo Colombo             | Oreca 07                      | G     | 369    | +11 Voltas      |
| 6                   | LMP2          | 9   | Prema Orlen Team          | Robert Kubica Louis Delétraz Lorenzo Colombo             | Gibson GK428 4.2 L V8         | G     | 369    | +11 Voltas      |
| 7                   | LMP2          | 28  | Jota                      | Oliver Rasmussen Ed Jones Jonathan Aberdein              | Oreca 07                      | G     | 368    | +12 Voltas      |
| 7                   | LMP2          | 28  | Jota                      | Oliver Rasmussen Ed Jones Jonathan Aberdein              | Gibson GK428 4.2 L V8         | G     | 368    | +12 Voltas      |
| 8                   | LMP2          | 13  | TDS Racing x Vaillante    | Nyck de Vries Mathias Beche Tijmen van der Helm          | Oreca 07                      | G     | 368    | +12 Voltas      |
| 8                   | LMP2          | 13  | TDS Racing x Vaillante    | Nyck de Vries Mathias Beche Tijmen van der Helm          | Gibson GK428 4.2 L V8         | G     | 368    | +12 Voltas      |
| 9                   | LMP2          | 5   | Team Penske               | Dane Cameron Emmanuel Collard Felipe Nasr                | Oreca 07                      | G     | 368    | +12 Voltas      |
| 9                   | LMP2          | 5   | Team Penske               | Dane Cameron Emmanuel Collard Felipe Nasr                | Gibson GK428 4.2 L V8         | G     | 368    | +12 Voltas      |
| 10                  | LMP2          | 23  | United Autosports USA     | Alex Lynn Oliver Jarvis Josh Pierson                     | Oreca 07                      | G     | 368    | +12 Voltas      |
| 10                  | LMP2          | 23  | United Autosports USA     | Alex Lynn Oliver Jarvis Josh Pierson                     | Gibson GK428 4.2 L V8         | G     | 368    | +12 Voltas      |
| 11                  | LMP2          | 37  | Cool Racing               | Yifei Ye Ricky Taylor Niklas Krütten                     | Oreca 07                      | G     | 367    | +13 Voltas      |
| 11                  | LMP2          | 37  | Cool Racing               | Yifei Ye Ricky Taylor Niklas Krütten                     | Gibson GK428 4.2 L V8         | G     | 367    | +13 Voltas      |
| 12                  | LMP2          | 48  | IDEC Sport                | Paul Lafargue Paul-Loup Chatin Patrick Pilet             | Oreca 07                      | G     | 366    | +14 Voltas      |
| 12                  | LMP2          | 48  | IDEC Sport                | Paul Lafargue Paul-Loup Chatin Patrick Pilet             | Gibson GK428 4.2 L V8         | G     | 366    | +14 Voltas      |
| 13                  | LMP2          | 1   | Richard Mille Racing Team | Lilou Wadoux Sébastien Ogier Charles Milesi              | Oreca 07                      | G     | 366    | +14 Voltas      |
| 13                  | LMP2          | 1   | Richard Mille Racing Team | Lilou Wadoux Sébastien Ogier Charles Milesi              | Gibson GK428 4.2 L V8         | G     | 366    | +14 Voltas      |
| 14                  | LMP2          | 22  | United Autosports USA     | Philip Hanson Filipe Albuquerque Will Owen               | Oreca 07                      | G     | 366    | +14 Voltas      |
| 14                  | LMP2          | 22  | United Autosports USA     | Philip Hanson Filipe Albuquerque Will Owen               | Gibson GK428 4.2 L V8         | G     | 366    | +14 Voltas      |
| 15                  | LMP2          | 32  | Team WRT                  | Rolf Ineichen Mirko Bortolotti Dries Vanthoor            | Oreca 07                      | G     | 366    | +14 Voltas      |
| 15                  | LMP2          | 32  | Team WRT                  | Rolf Ineichen Mirko Bortolotti Dries Vanthoor            | Gibson GK428 4.2 L V8         | G     | 366    | +14 Voltas      |
| 16                  | LMP2          | 65  | Panis Racing              | Julien Canal Nico Jamin Job van Uitert                   | Oreca 07                      | G     | 366    | +14 Voltas      |
| 16                  | LMP2          | 65  | Panis Racing              | Julien Canal Nico Jamin Job van Uitert                   | Gibson GK428 4.2 L V8         | G     | 366    | +14 Voltas      |
| 17                  | LMP2          | 34  | Inter Europol Competition | Jakub Śmiechowski Alex Brundle Esteban Gutiérrez         | Oreca 07                      | G     | 365    | +15 Voltas      |
| 17                  | LMP2          | 34  | Inter Europol Competition | Jakub Śmiechowski Alex Brundle Esteban Gutiérrez         | Gibson GK428 4.2 L V8         | G     | 365    | +15 Voltas      |
| 18                  | LMP2          | 43  | Inter Europol Competition | David Heinemeier Hansson Fabio Scherer Pietro Fittipaldi | Oreca 07                      | G     | 364    | +16 Voltas      |
| 18                  | LMP2          | 43  | Inter Europol Competition | David Heinemeier Hansson Fabio Scherer Pietro Fittipaldi | Gibson GK428 4.2 L V8         | G     | 364    | +16 Voltas      |
| 19                  | LMP2 (Pro-Am) | 45  | Algarve Pro Racing        | Steven Thomas James Allen René Binder                    | Oreca 07                      | G     | 363    | +17 Voltas      |
| 19                  | LMP2 (Pro-Am) | 45  | Algarve Pro Racing        | Steven Thomas James Allen René Binder                    | Gibson GK428 4.2 L V8         | G     | 363    | +17 Voltas      |
| 20                  | LMP2 (Pro-Am) | 24  | Nielsen Racing            | Rodrigo Sales Matt Bell Ben Hanley                       | Oreca 07                      | G     | 362    | +18 Voltas      |
| 20                  | LMP2 (Pro-Am) | 24  | Nielsen Racing            | Rodrigo Sales Matt Bell Ben Hanley                       | Gibson GK428 4.2 L V8         | G     | 362    | +18 Voltas      |
| 21                  | LMP2          | 41  | RealTeam by WRT           | Rui Andrade Ferdinand Habsburg Norman Nato               | Oreca 07                      | G     | 362    | +18 Voltas      |
| 21                  | LMP2          | 41  | RealTeam by WRT           | Rui Andrade Ferdinand Habsburg Norman Nato               | Gibson GK428 4.2 L V8         | G     | 362    | +18 Voltas      |
| 22                  | LMP2 (Pro-Am) | 3   | DKR Engineering           | Laurents Hörr Jean Glorieux Alexandre Cougnaud           | Oreca 07                      | G     | 362    | +18 Voltas      |
| 22                  | LMP2 (Pro-Am) | 3   | DKR Engineering           | Laurents Hörr Jean Glorieux Alexandre Cougnaud           | Gibson GK428 4.2 L V8         | G     | 362    | +18 Voltas      |
| 23                  | Hypercar      | 36  | Alpine Elf Team           | André Negrão Nicolas Lapierre Matthieu Vaxivière         | Alpine A480-Gibson            | M     | 362    | +18 Voltas      |
| 23                  | Hypercar      | 36  | Alpine Elf Team           | André Negrão Nicolas Lapierre Matthieu Vaxivière         | Gibson GL458 4.5 L V8         | M     | 362    | +18 Voltas      |
| 24                  | LMP2 (Pro-Am) | 83  | AF Corse                  | François Perrodo Nicklas Nielsen Alessio Rovera          | Oreca 07                      | G     | 361    | +19 Voltas      |
| 24                  | LMP2 (Pro-Am) | 83  | AF Corse                  | François Perrodo Nicklas Nielsen Alessio Rovera          | Gibson GK428 4.2 L V8         | G     | 361    | +19 Voltas      |
| 25                  | LMP2 (Pro-Am) | 47  | Algarve Pro Racing        | Sophia Flörsch John Falb Jack Aitken                     | Oreca 07                      | G     | 361    | +19 Voltas      |
| 25                  | LMP2 (Pro-Am) | 47  | Algarve Pro Racing        | Sophia Flörsch John Falb Jack Aitken                     | Gibson GK428 4.2 L V8         | G     | 361    | +19 Voltas      |
| 26                  | LMP2 (Pro-Am) | 44  | ARC Bratislava            | Miroslav Konôpka Bent Viscaal Tristan Vautier            | Oreca 07                      | G     | 360    | +20 Voltas      |
| 26                  | LMP2 (Pro-Am) | 44  | ARC Bratislava            | Miroslav Konôpka Bent Viscaal Tristan Vautier            | Gibson GK428 4.2 L V8         | G     | 360    | +20 Voltas      |
| 27                  | LMP2          | 10  | Vector Sport              | Nico Müller Ryan Cullen Sébastien Bourdais               | Oreca 07                      | G     | 357    | +23 Voltas      |
| 27                  | LMP2          | 10  | Vector Sport              | Nico Müller Ryan Cullen Sébastien Bourdais               | Gibson GK428 4.2 L V8         | G     | 357    | +23 Voltas      |
| 28                  | GTE Pro       | 91  | Porsche GT Team           | Gianmaria Bruni Richard Lietz Frédéric Makowiecki        | Porsche 911 RSR-19            | M     | 350    | +30 Voltas‡     |
| 28                  | GTE Pro       | 91  | Porsche GT Team           | Gianmaria Bruni Richard Lietz Frédéric Makowiecki        | Porsche 4.2 L Flat-6          | M     | 350    | +30 Voltas‡     |
| 29                  | GTE Pro       | 51  | AF Corse                  | Alessandro Pier Guidi James Calado Daniel Serra          | Ferrari 488 GTE Evo           | M     | 350    | +30 Voltas      |
| 29                  | GTE Pro       | 51  | AF Corse                  | Alessandro Pier Guidi James Calado Daniel Serra          | Ferrari F154CB 3.9 L Turbo V8 | M     | 350    | +30 Voltas      |
| 30                  | GTE Pro       | 52  | AF Corse                  | Miguel Molina Antonio Fuoco Davide Rigon                 | Ferrari 488 GTE Evo           | M     | 349    | +31 Voltas      |
| 30                  | GTE Pro       | 52  | AF Corse                  | Miguel Molina Antonio Fuoco Davide Rigon                 | Ferrari F154CB 3.9 L Turbo V8 | M     | 349    | +31 Voltas      |
| 31                  | GTE Pro       | 92  | Porsche GT Team           | Michael Christensen Kévin Estre Laurens Vanthoor         | Porsche 911 RSR-19            | M     | 348    | +32 Voltas      |
| 31                  | GTE Pro       | 92  | Porsche GT Team           | Michael Christensen Kévin Estre Laurens Vanthoor         | Porsche 4.2 L Flat-6          | M     | 348    | +32 Voltas      |
| 32                  | GTE Pro       | 74  | Riley Motorsports         | Felipe Fraga Sam Bird Shane van Gisbergen                | Ferrari 488 GTE Evo           | M     | 347    | +33 Voltas      |
| 32                  | GTE Pro       | 74  | Riley Motorsports         | Felipe Fraga Sam Bird Shane van Gisbergen                | Ferrari F154CB 3.9 L Turbo V8 | M     | 347    | +33 Voltas      |
| 33                  | LMP2 (Pro-Am) | 39  | Graff Racing              | Eric Trouillet Sébastien Page David Droux                | Oreca 07                      | G     | 344    | +36 Voltas      |
| 33                  | LMP2 (Pro-Am) | 39  | Graff Racing              | Eric Trouillet Sébastien Page David Droux                | Gibson GK428 4.2 L V8         | G     | 344    | +36 Voltas      |
| 34                  | GTE Am        | 33  | TF Sport                  | Ben Keating Henrique Chaves Marco Sørensen               | Aston Martin Vantage AMR      | M     | 343    | +37 Voltas‡     |
| 34                  | GTE Am        | 33  | TF Sport                  | Ben Keating Henrique Chaves Marco Sørensen               | Aston Martin 4.0 L Turbo V8   | M     | 343    | +37 Voltas‡     |
| 35                  | GTE Am        | 79  | WeatherTech Racing        | Cooper MacNeil Julien Andlauer Thomas Merrill            | Porsche 911 RSR-19            | M     | 343    | +37 Voltas      |
| 35                  | GTE Am        | 79  | WeatherTech Racing        | Cooper MacNeil Julien Andlauer Thomas Merrill            | Porsche 4.2 L Flat-6          | M     | 343    | +37 Voltas      |
| 36                  | GTE Am        | 98  | Northwest AMR             | Paul Dalla Lana David Pittard Nicki Thiim                | Aston Martin Vantage AMR      | M     | 342    | +38 Voltas      |
| 36                  | GTE Am        | 98  | Northwest AMR             | Paul Dalla Lana David Pittard Nicki Thiim                | Aston Martin 4.0 L Turbo V8   | M     | 342    | +38 Voltas      |
| 37                  | GTE Am        | 86  | GR Racing                 | Michael Wainwright Riccardo Pera Ben Barker              | Porsche 911 RSR-19            | M     | 340    | +40 Voltas      |
| 37                  | GTE Am        | 86  | GR Racing                 | Michael Wainwright Riccardo Pera Ben Barker              | Porsche 4.2 L Flat-6          | M     | 340    | +40 Voltas      |
| 38                  | GTE Am        | 88  | Dempsey-Proton Racing     | Fred Poordad Maxwell Root Jan Heylen                     | Porsche 911 RSR-19            | M     | 340    | +40 Voltas      |
| 38                  | GTE Am        | 88  | Dempsey-Proton Racing     | Fred Poordad Maxwell Root Jan Heylen                     | Porsche 4.2 L Flat-6          | M     | 340    | +40 Voltas      |
| 39                  | GTE Am        | 54  | AF Corse                  | Thomas Flohr Francesco Castellacci Nick Cassidy          | Ferrari 488 GTE Evo           | M     | 340    | +40 Voltas      |
| 39                  | GTE Am        | 54  | AF Corse                  | Thomas Flohr Francesco Castellacci Nick Cassidy          | Ferrari F154CB 3.9 L Turbo V8 | M     | 340    | +40 Voltas      |
| 40                  | GTE Am        | 85  | Iron Dames                | Rahel Frey Michelle Gatting Sarah Bovy                   | Ferrari 488 GTE Evo           | M     | 339    | +41 Voltas      |
| 40                  | GTE Am        | 85  | Iron Dames                | Rahel Frey Michelle Gatting Sarah Bovy                   | Ferrari F154CB 3.9 L Turbo V8 | M     | 339    | +41 Voltas      |
| 41                  | GTE Am        | 21  | AF Corse                  | Simon Mann Christoph Ulrich Toni Vilander                | Ferrari 488 GTE Evo           | M     | 339    | +41 Voltas      |
| 41                  | GTE Am        | 21  | AF Corse                  | Simon Mann Christoph Ulrich Toni Vilander                | Ferrari F154CB 3.9 L Turbo V8 | M     | 339    | +41 Voltas      |
| 42                  | GTE Am        | 61  | AF Corse                  | Louis Prette Conrad Grunewald Vincent Abril              | Ferrari 488 GTE Evo           | M     | 339    | +41 Voltas      |
| 42                  | GTE Am        | 61  | AF Corse                  | Louis Prette Conrad Grunewald Vincent Abril              | Ferrari F154CB 3.9 L Turbo V8 | M     | 339    | +41 Voltas      |
| 43                  | GTE Am        | 55  | Spirit of Race            | Duncan Cameron Matt Griffin David Perel                  | Ferrari 488 GTE Evo           | M     | 339    | +41 Voltas      |
| 43                  | GTE Am        | 55  | Spirit of Race            | Duncan Cameron Matt Griffin David Perel                  | Ferrari F154CB 3.9 L Turbo V8 | M     | 339    | +41 Voltas      |
| 44                  | GTE Am        | 99  | Hardpoint Motorsport      | Andrew Haryanto Alessio Picariello Martin Rump           | Porsche 911 RSR-19            | M     | 338    | +42 Voltas      |
| 44                  | GTE Am        | 99  | Hardpoint Motorsport      | Andrew Haryanto Alessio Picariello Martin Rump           | Porsche 4.2 L Flat-6          | M     | 338    | +42 Voltas      |
| 45                  | GTE Am        | 57  | Kessel Racing             | Takeshi Kimura Frederik Schandorff Mikkel Jensen         | Ferrari 488 GTE Evo           | M     | 336    | +44 Voltas      |
| 45                  | GTE Am        | 57  | Kessel Racing             | Takeshi Kimura Frederik Schandorff Mikkel Jensen         | Ferrari F154CB 3.9 L Turbo V8 | M     | 336    | +44 Voltas      |
| 46                  | GTE Am        | 80  | Iron Lynx                 | Matteo Cressoni Giancarlo Fisichella Richard Heistand    | Ferrari 488 GTE Evo           | M     | 336    | +44 Voltas      |
| 46                  | GTE Am        | 80  | Iron Lynx                 | Matteo Cressoni Giancarlo Fisichella Richard Heistand    | Ferrari F154CB 3.9 L Turbo V8 | M     | 336    | +44 Voltas      |
| 47                  | GTE Am        | 77  | Dempsey-Proton Racing     | Christian Ried Sebastian Priaulx Harry Tincknell         | Porsche 911 RSR-19            | M     | 336    | +44 Voltas      |
| 47                  | GTE Am        | 77  | Dempsey-Proton Racing     | Christian Ried Sebastian Priaulx Harry Tincknell         | Porsche 4.2 L Flat-6          | M     | 336    | +44 Voltas      |
| 48                  | LMP2 (Pro-Am) | 35  | Ultimate                  | Jean-Baptiste Lahaye Matthieu Lahaye François Heriau     | Oreca 07                      | G     | 335    | +45 Voltas      |
| 48                  | LMP2 (Pro-Am) | 35  | Ultimate                  | Jean-Baptiste Lahaye Matthieu Lahaye François Heriau     | Gibson GK428 4.2 L V8         | G     | 335    | +45 Voltas      |
| 49                  | LMP2 (Pro-Am) | 27  | CD Sport                  | Christophe Cresp Michael Jensen Steven Palette           | Ligier JS P217                | G     | 333    | +47 Voltas      |
| 49                  | LMP2 (Pro-Am) | 27  | CD Sport                  | Christophe Cresp Michael Jensen Steven Palette           | Gibson GK428 4.2L V8          | G     | 333    | +47 Voltas      |
| 50                  | GTE Am        | 66  | JMW Motorsport            | Renger van der Zande Mark Kvamme Jason Hart              | Ferrari 488 GTE Evo           | M     | 331    | +49 Voltas      |
| 50                  | GTE Am        | 66  | JMW Motorsport            | Renger van der Zande Mark Kvamme Jason Hart              | Ferrari F154CB 3.9 L Turbo V8 | M     | 331    | +49 Voltas      |
| 51                  | GTE Am        | 93  | Proton Competition        | Michael Fassbender Matt Campbell Zacharie Robichon       | Porsche 911 RSR-19            | M     | 329    | +51 Voltas      |
| 51                  | GTE Am        | 93  | Proton Competition        | Michael Fassbender Matt Campbell Zacharie Robichon       | Porsche 4.2 L Flat-6          | M     | 329    | +51 Voltas      |
| 52                  | LMP2          | 30  | Duqueine Team             | Richard Bradley Memo Rojas Reshad de Gerus               | Oreca 07                      | G     | 326    | +54 Voltas      |
| 52                  | LMP2          | 30  | Duqueine Team             | Richard Bradley Memo Rojas Reshad de Gerus               | Gibson GK428 4.2 L V8         | G     | 326    | +54 Voltas      |
| 53                  | GTE Am        | 75  | Iron Lynx                 | Pierre Ehret Christian Hook Nicolás Varrone              | Ferrari 488 GTE Evo           | M     | 324    | +56 Voltas      |
| 53                  | GTE Am        | 75  | Iron Lynx                 | Pierre Ehret Christian Hook Nicolás Varrone              | Ferrari F154CB 3.9 L Turbo V8 | M     | 324    | +56 Voltas      |
| NC                  | GTE Am        | 60  | Iron Lynx                 | Claudio Schiavoni Alessandro Balzan Raffaele Giammaria   | Ferrari 488 GTE Evo           | M     | 289    | Acidente        |
| NC                  | GTE Am        | 60  | Iron Lynx                 | Claudio Schiavoni Alessandro Balzan Raffaele Giammaria   | Ferrari F154CB 3.9 L Turbo V8 | M     | 289    | Acidente        |
| DNF                 | LMP2          | 31  | WRT                       | Sean Gelael Robin Frijns René Rast                       | Oreca 07                      | G     | 285    | Acidente        |
| DNF                 | LMP2          | 31  | WRT                       | Sean Gelael Robin Frijns René Rast                       | Gibson GK428 4.2 L V8         | G     | 285    | Acidente        |
| DNF                 | GTE Pro       | 64  | Corvette Racing           | Tommy Milner Nick Tandy Alexander Sims                   | Chevrolet Corvette C8.R       | M     | 260    | Acidente        |
| DNF                 | GTE Pro       | 64  | Corvette Racing           | Tommy Milner Nick Tandy Alexander Sims                   | Chevrolet 5.5 L V8            | M     | 260    | Acidente        |
| DNF                 | GTE Am        | 56  | Team Project 1            | Brendan Iribe Ollie Millroy Ben Barnicoat                | Porsche 911 RSR-19            | M     | 241    | Acidente        |
| DNF                 | GTE Am        | 56  | Team Project 1            | Brendan Iribe Ollie Millroy Ben Barnicoat                | Porsche 4.2 L Flat-6          | M     | 241    | Acidente        |
| DNF                 | GTE Pro       | 63  | Corvette Racing           | Antonio García Jordan Taylor Nicky Catsburg              | Chevrolet Corvette C8.R       | M     | 214    | Suspensão       |
| DNF                 | GTE Pro       | 63  | Corvette Racing           | Antonio García Jordan Taylor Nicky Catsburg              | Chevrolet 5.5 L V8            | M     | 214    | Suspensão       |
| DNF                 | GTE Am        | 59  | Inception Racing          | Alexander West Côme Ledogar Marvin Klein                 | Ferrari 488 GTE Evo           | M     | 190    | Motor           |
| DNF                 | GTE Am        | 59  | Inception Racing          | Alexander West Côme Ledogar Marvin Klein                 | Ferrari F154CB 3.9 L Turbo V8 | M     | 190    | Motor           |
| DNF                 | GTE Am        | 71  | Spirit of Race            | Franck Dezoteux Pierre Ragues Gabriel Aubry              | Ferrari 488 GTE Evo           | M     | 127    | Motor           |
| DNF                 | GTE Am        | 71  | Spirit of Race            | Franck Dezoteux Pierre Ragues Gabriel Aubry              | Ferrari F154CB 3.9 L Turbo V8 | M     | 127    | Motor           |
| DNF                 | GTE Am        | 777 | D'station Racing          | Satoshi Hoshino Tomonobu Fujii Charlie Fagg              | Aston Martin Vantage AMR      | M     | 112    | Danos no chassi |
| DNF                 | GTE Am        | 777 | D'station Racing          | Satoshi Hoshino Tomonobu Fujii Charlie Fagg              | Aston Martin 4.0 L Turbo V8   | M     | 112    | Danos no chassi |
| DNF                 | GTE Am        | 46  | Team Project 1            | Matteo Cairoli Mikkel O. Pedersen Nicolas Leutwiler      | Porsche 911 RSR-19            | M     | 77     | Furo de pneu    |
| DNF                 | GTE Am        | 46  | Team Project 1            | Matteo Cairoli Mikkel O. Pedersen Nicolas Leutwiler      | Porsche 4.2 L Flat-6          | M     | 77     | Furo de pneu    |
| Resultados oficiais |               |     |                           |                                                          |                               |       |        |                 |